# La Vallée des anges
Pour plus de détails, voir Fiche technique et Distribution.
La Vallée des anges est un film français réalisé par Aline Issermann et sorti en 1989.

## Fiche technique
- Titre : La Vallée des anges
- Réalisation : Aline Issermann
- Scénario : Aline Issermann
- Photographie : Dominique Le Rigoleur
- Son : Nicolas Lefebvre
- Musique : Reno Isaac
- Montage : Dominique Auvray
- Production : Générale de productions françaises et internationales
- Pays de production :  France
- Durée : 80 minutes
- Date de sortie : 
  - France : 31 octobre 1989 (source : Encyclociné)

## Distribution
- Mireille Perrier :
- Michel Dufresne
- Cynthia Gavas
- Jessica Forde